# ケルビン・ビーチャム
ケルビン・ビーチャム（Kelvin Beachum 1989年6月8日- ）はテキサス州メヒーア出身のアメリカンフットボール選手。現在NFLのアリゾナ・カージナルスに所属している。ポジションはオフェンシブタックル。

## 経歴

### プロ入りまで
南メソジスト大学で左タックルとして4年間先発出場した。2008年には、チームのオフェンスは、大学記録となる29TDをあげた。2009年には、チームはパスオフェンスで3,666ヤード、トータルオフェンスで5,093ヤードを獲得、380得点と大学記録を塗り替えた。彼は、カンファレンスUSAのセカンドチームに選ばれた。3年次にもチームのパスオフェンスは、3,861ヤードを獲得し、大学記録を更新、彼はカンファレンスUSAのファーストチームに選ばれた。最終学年のシーズン開幕前、彼はロンバルディ賞、アウトランド・トロフィーの候補にもなった。

### ピッツバーグ・スティーラーズ
2012年のNFLドラフト7巡でピッツバーグ・スティーラーズに指名された。彼のチームメートのジョシュ・レリビアスも同年のドラフト3巡でワシントン・レッドスキンズに指名された。
トレーニングキャンプではマックス・スタークス、マーカス・ギルバート、マイク・アダムス、クリス・スコットと先発オフェンシブタックルの座を争った。シーズン開幕時にはスタークス、アダムスに次ぐ第3の左タックルとしてデプスチャートに残った。
この年9月23日のオークランド・レイダース戦で初出場した。12月、AFC北地区のライバル、ボルチモア・レイブンズ戦で右タックルとして、初先発を果たした。彼を含めたオフェンスラインは、QBチャーリー・バッチを良くプロテクトし、ジョナサン・ドワイアー、アイザック・レッドマンのランプレイでも貢献し、チームは23-20で勝利した。この年彼は先発5試合を含む7試合に出場した。
2013年、スタークスがスティーラーズを退団、トレーニングキャンプではギルバート、アダムスとポジションを争った。先発右タックルがギルバート、先発左タックルアダムスの控えとしてレギュラーシーズンを迎えた。開幕戦ではタイトエンドとして起用された。第6週のテネシー・タイタンズ戦より先発左タックルとして起用されシーズン最後まで先発で起用された。この年先発12試合を含む15試合に出場した。
2014年、左タックルとして全16試合に先発出場、プロフットボールフォーカスからNFLの左タックルとして5位に評価された。パスプロテクションではアンドリュー・ウィットワース、ジョー・トーマスに次ぐ高い評価を得た。
ルーキー契約の最終年を迎えるにあたってスティーラーズは契約延長の話を進めたがそのオファーに彼は同意しなかった。
ルーキー契約の最終年となった2015年10月18日のアリゾナ・カージナルス戦でACLを断裂し、故障者リスト入りしてシーズンを終えた。
2016年3月9日、フリーエージェントとなった。4シーズンで彼は先発39試合を含む44試合に出場した。

### ジャクソンビル・ジャガーズ
2016年3月15日、ジャクソンビル・ジャガーズと1年500万ドル及び4年4000万ドルのオプションを含む契約を結んだ。トレーニングキャンプではルーク・ジョッケルと先発左タックルの座を争った。開幕を先発左タックルとして迎えた彼は第2週のサンディエゴ・チャージャーズで脳震盪を起こし第3週の試合は欠場した。第4週の試合から復帰し、その後13試合全てに先発出場した。この年15試合に先発出場したが味方QBに相手ディフェンスのプレッシャーを与えることが49回と多く、これはNFLのオフェンスタックル全体で11番目の多さであった。プロフットボールフォーカスからは評価を受けたオフェンスタックル78人中の63位に評価された。
2017年2月15日、ジャガーズは彼とのオプション契約を行使せず、ビーチャムはフリーエージェントとなった。

### ニューヨーク・ジェッツ
2017年3月10日、ニューヨーク・ジェッツと3年2400万ドル（1200万ドルの保証及び450万ドルのサインボーナス）で契約を結んだ。トレーニングキャンプではベン・イジャラナとライアン・クレイディが抜けた先発左タックルの座を争った。レギュラーシーズンを先発で迎えた。この年全16試合に出場した。

### アリゾナ・カージナルス
2020年7月17日、アリゾナ・カージナルスと1年契約を結んだ。この年右タックルとして全16試合に先発出場した。
2021年3月16日、2年400万ドルの契約延長を果たした。